# Supercoppa Primavera 2013
La Supercoppa Primavera 2013 si è disputata il 26 settembre 2013 allo Stadio Olimpico di Roma.
La sfida ha visto contrapposte le squadre Primavera della Lazio, vincitrice del Campionato Primavera 2012-2013, e della Juventus, detentrice della Coppa Italia Primavera 2012-2013.
Il trofeo è stato conquistato dalla Juventus, vincente per 2-1 nei tempi regolamentari. È il terzo successo in questa competizione per la società bianconera, che diventa così la formazione Primavera con più vittorie nella manifestazione.

## Tabellino
| Arbitro: | Pezzuto (Lecce) |

|           |           |                          |
| Keita 66’ | Marcatori | 33’ Gerbaudo 90+1’ Donis |

| Lazio | Juventus |